# 가미나가나와시로촌
가미나가나와시로촌(上長苗代村)은 아오모리현 산노헤군에 놓여졌던 촌이다.

## 연혁
- 1889년 4월 1일 - 정촌제 시행에 의해 산노헤군 시리우치촌, 네기시촌, 대불촌, 하나사키촌, 네시촌이 합병해, 가미나가나와시로촌으로 발족하였다.
- 1891년 9월 1일 - 촌내에 일본 철도 아오모리선(후의 국철→JR도호쿠 본선, 현재의 아오이모리 철도 아오이모리 철도선)의 시리우치역(현:하치노헤역)이 개업하였다.
- 1955년 4월 1일 - 하치노헤시에 편입되어 소멸하였다.